# Chipul din abis
Chipul din abis (în engleză The Face in the Abyss) este un roman SF&F din 1931 scris de Abraham Merritt. În limba română a fost tradus de Liviu Radu și publicat în 1998 în Colecția Nautilus de la Editura Nemira.

## Prezentare
Romanul îl prezintă pe inginerul minier american Nicholas Graydon. În timp ce caută comoara pierdută a incașilor în America de Sud, o întâlnește pe Suarra, o adoratoare a Mamei Șarpe din Yu-Atlanchi. Ea îl conduce pe Graydon într-un abis unde Nimir, Lordul Răului este întemnițat cu o față de aur. În timp ce tovarășii lui Graydon sunt transformați de această față în globule de aur, din cauza lăcomiei lor, el este salvat de Suarra și de Mama Șarpe care li se alătură în lupta lor împotriva lui Nimir.

## Legături externe
- The Face in the Abyss la Project Gutenberg Australia
- en  Istoria publicării lucrării Chipul din abis la Internet Speculative Fiction Database

## Vezi și
- Lista volumelor publicate în Colecția Nautilus
- Lista cărților științifico-fantastice publicate în România după 1989
- 1931 în științifico-fantastic